# 春晖堂杨宅
春晖堂杨宅，位于江苏省苏州市姑苏区景德路330号。建于清代，为苏州市文物保护单位。

## 历史
春晖堂杨宅最早为明万历宰相申时行故居。申时行（1535年 - 1614年），字汝默，苏州人。嘉靖四十一年状元，历任礼部侍郎、吏部侍郎、礼部尚书、吏部尚书、东阁大学士、文渊阁大学士、建极殿大学士、中极殿大学士、少傅、太子太傅、少师、太子太师等，名列朝廷首辅。申时行深谙官道，清廉稳重，为相时，君臣和谐，国家安定，被称为“太平宰相”。晚年因王储争夺而被弹劾，归隐苏州。
清《吴门表隐》记载申时行在苏州有八大行宅，因年代久远，已不能确认详址，仅有景德路汤家巷口处春晖堂确认。该宅历400余年，申氏之後歷經陽山朱氏富商朱嘉遇（號鳴虞）、婁關蔣氏刑部主事蔣楫（蔣棨長兄）、毕沅、孙士毅、富商梁友松等人。清光绪二十年，商人杨洪源购入，故称为春晖堂杨宅。
春晖堂现存有一路七进，前两进及最后一进已拆除改建，第三进大厅春晖堂及第四进楼厅于2001年改建为苏州中医药博物馆，西侧有庭园。第五第六进为民居。
1998年11月24日，苏州市人民政府公布，其入选第四批苏州市文物保护单位。